# Rangiroa
Rangiroa ist das größte Atoll des Tuamotu-Archipels in Französisch-Polynesien. Rangiroa wird wegen der Klarheit und Weite der Lagune auch Ra'iroa genannt (übersetzt: „weiter Himmel“).

## Geographie
Rangiroa befindet sich im südlichen Pazifischen Ozean etwa 350 km nordöstlich von Tahiti.
Das Atoll ist 80 km lang und zwischen 5 und 32 km breit. Die ca. 1600 km² große Lagune hat eine maximale Tiefe von 35 m. Sie ist von einem Ring aus 240 Motus (Inseln, totale Landfläche 79 km²) und etwa 100 schmalen Durchlässen umgeben. Im Nordwesten, in der Nähe der Dörfer, gibt es zwei tiefere, für die Schifffahrt geeignete Durchfahrten. Rangiroa ist das zweitgrößte Atoll der Welt nach Kwajalein.

## Verwaltung
Rangiroa ist eine „Commune associée“ (Teilgemeinde) der Gemeinde Rangiroa. Im Nordwesten des Atolls liegen die Dörfer Avatoru und Tiputa (Hauptort mit der lokalen Verwaltung und der Post). Zwischen diesen 10 km entfernten Ortschaften befindet sich ein kleiner Flughafen (IATA-Flughafencode RGI).

## Bevölkerung

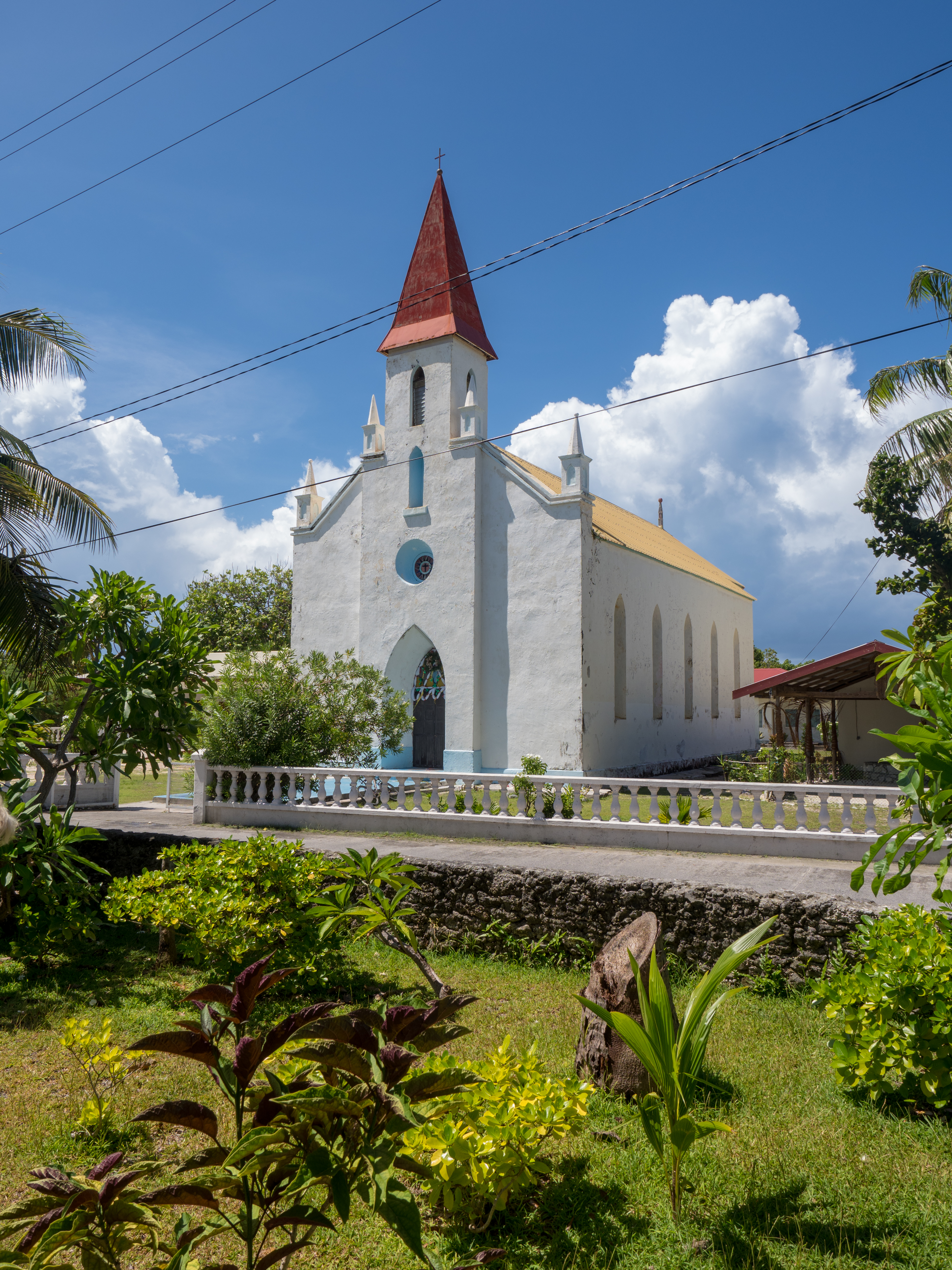
Kirche auf Rangiroa

Nach der Volkszählung von 2002 verteilten sich die 2.334 Einwohner auf drei Dörfer:
1. Tiputa (971)
2. Avatoru (817)
3. Ohotu (546)

Sie leben vom Tourismus, von der Fischerei (für den Export nach Tahiti), von der Perlenfischerei und vom Kopra. Rangiroa hat eine für die Tuamotus gut entwickelte touristische Infrastruktur, und ist sehr beliebt bei Sporttauchern. Die politische Gemeinde Rangiroa umfasst auch die Atolle Mataiva und Tikehau sowie die Insel Makatea.

## Geschichte
Rangiroa wurde wahrscheinlich um das 10. Jahrhundert von Polynesiern besiedelt. Es wurde am 18. April 1616 von dem Holländer Jacob Le Maire entdeckt, die ersten Europäer haben das Atoll ab 1851 bewohnt.

## Verkehr
Der Flughafen Rangiroa liegt 5,5 Kilometer südöstlich vom Dorf Avatoru und kann mit seiner 2,1 Kilometer langen Piste neben Privatmaschinen auch kleinere Verkehrsflugzeuge aufnehmen. Straßen für Autoverkehr gibt es nur in und um die drei Dörfer im Norden, die übrigen Inselteile sind dünn besiedelt bzw. unbewohnt und durch die zahlreichen Meereseintritte voneinander getrennt; wichtigstes Verkehrsmittel ist hier das Boot. Das Atoll wird von Zeit zu Zeit von Kreuzfahrtschiffen angelaufen, die ihre Passagiere mit motorgetriebenen Schlauchbooten an Land bringen.

Ansichten
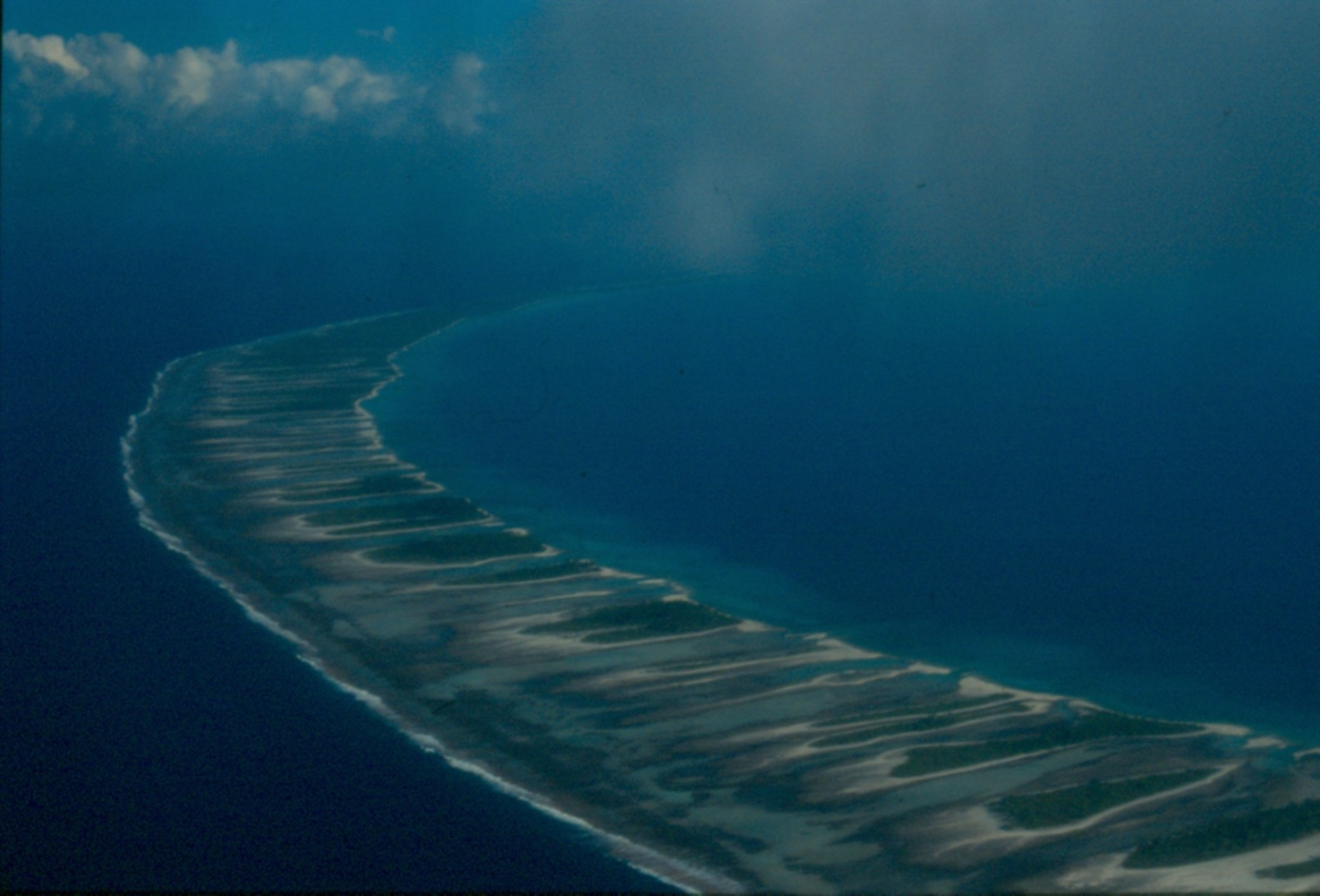
Westlicher Teil von Rangiroa, die Lagune ist rechts
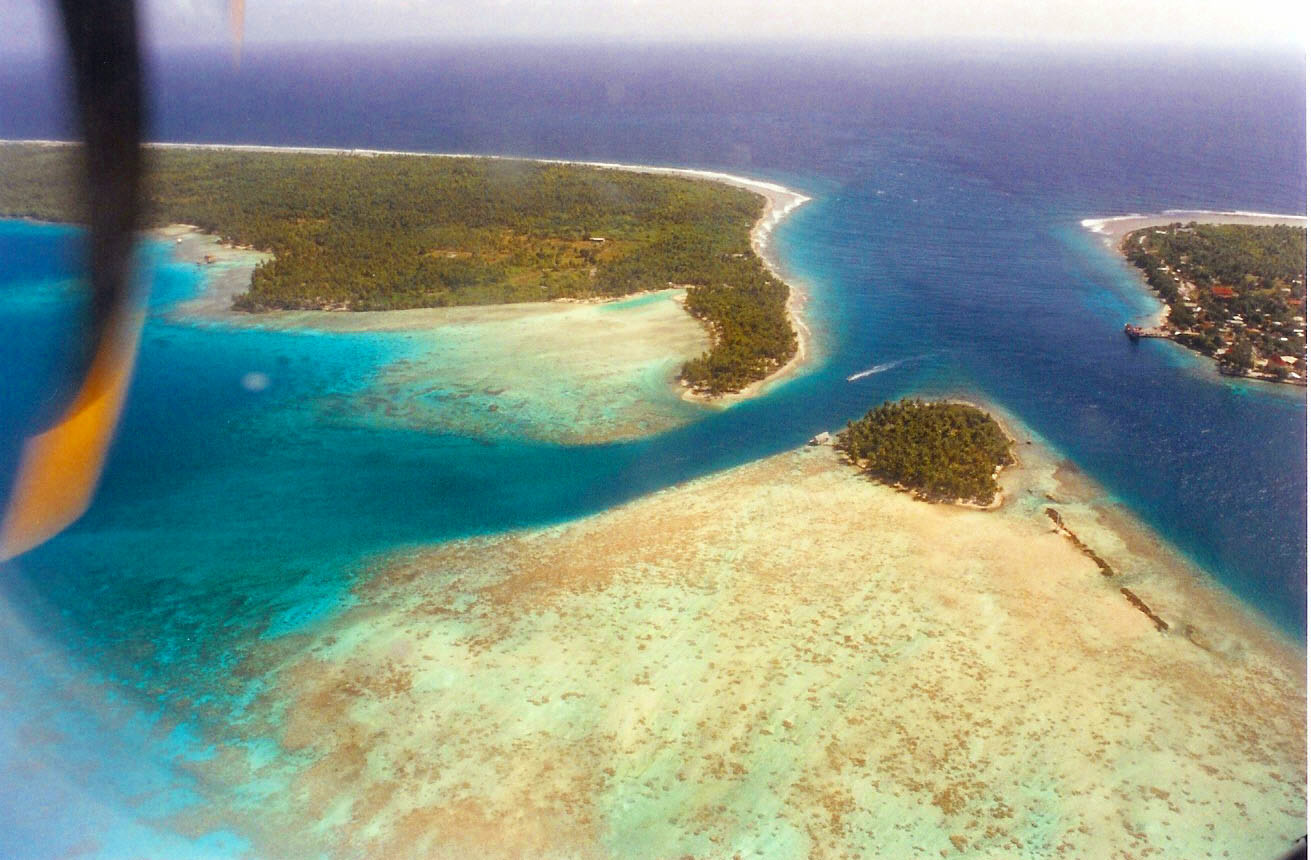
Passage in die Lagune bei Avatoru
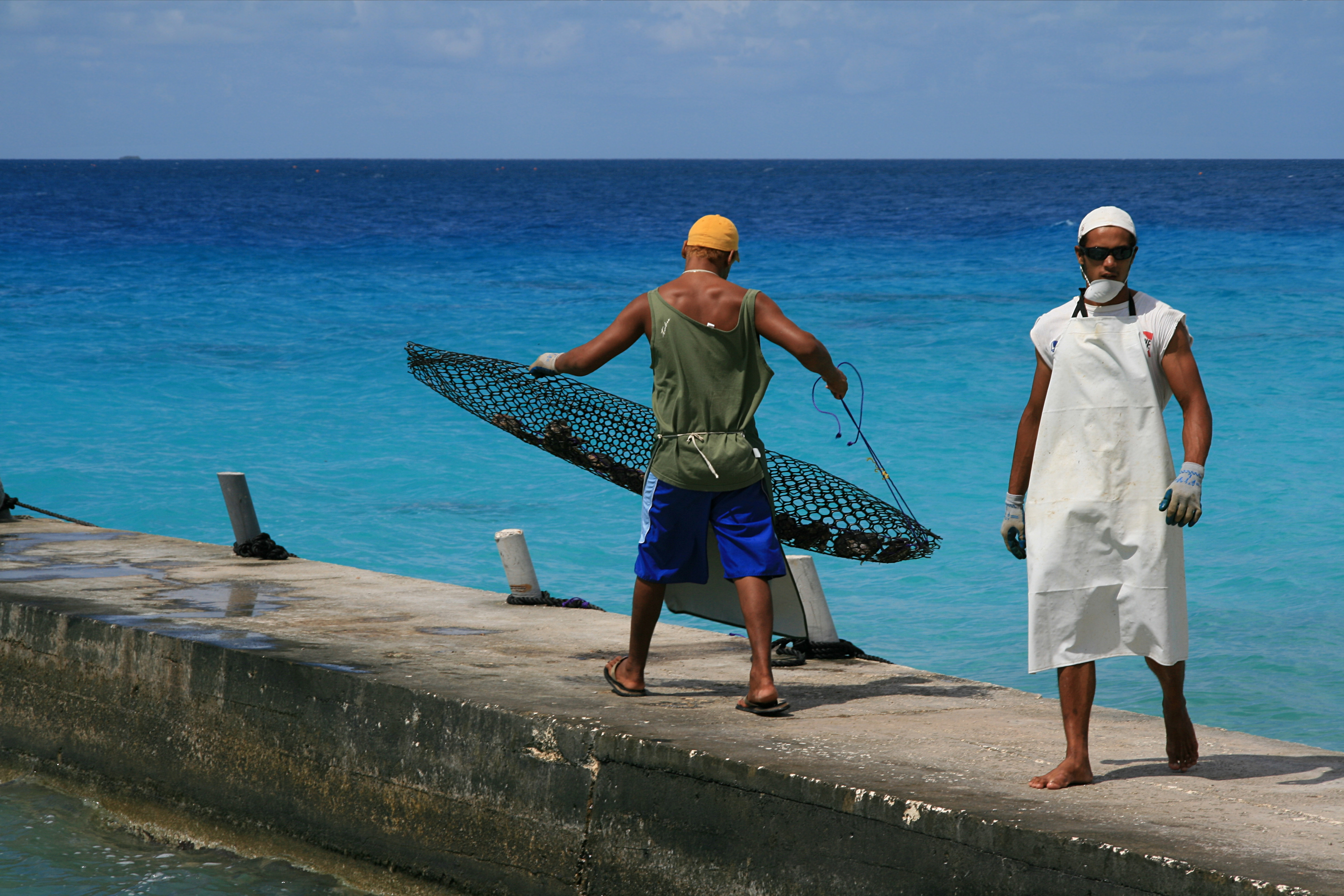
Arbeiter einer Perlenfarm
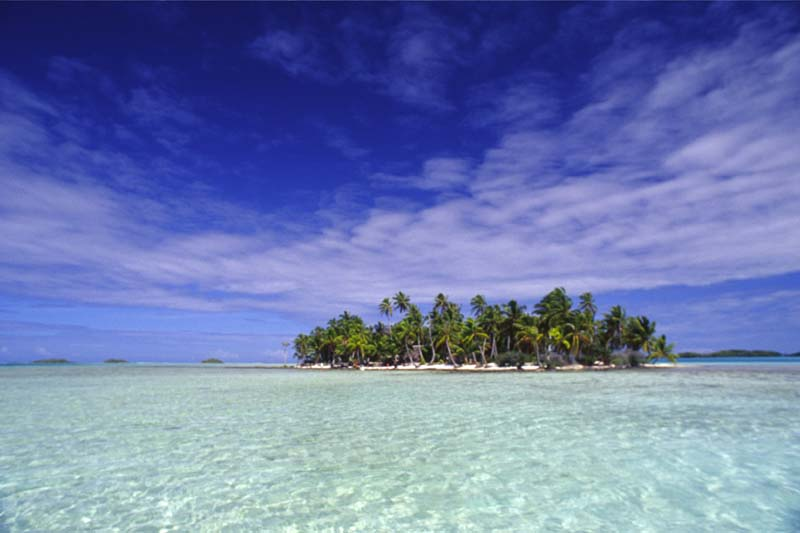
Eines der unzähligen Motus
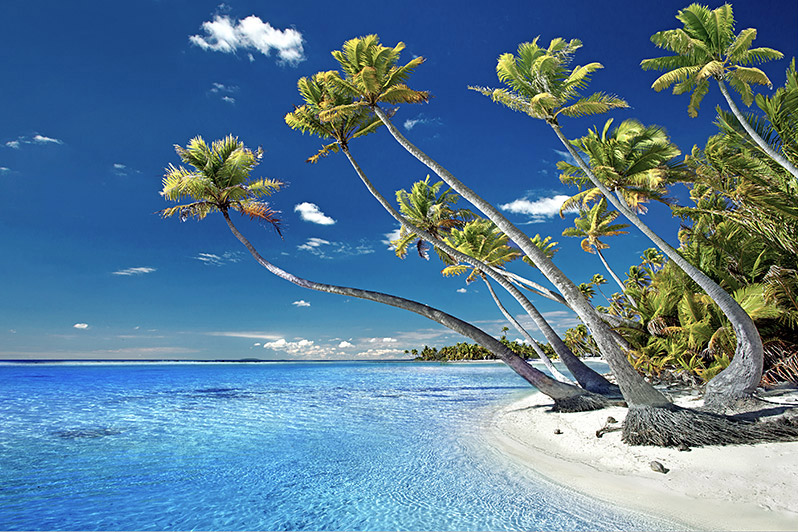
Eines der unbewohnten Motus
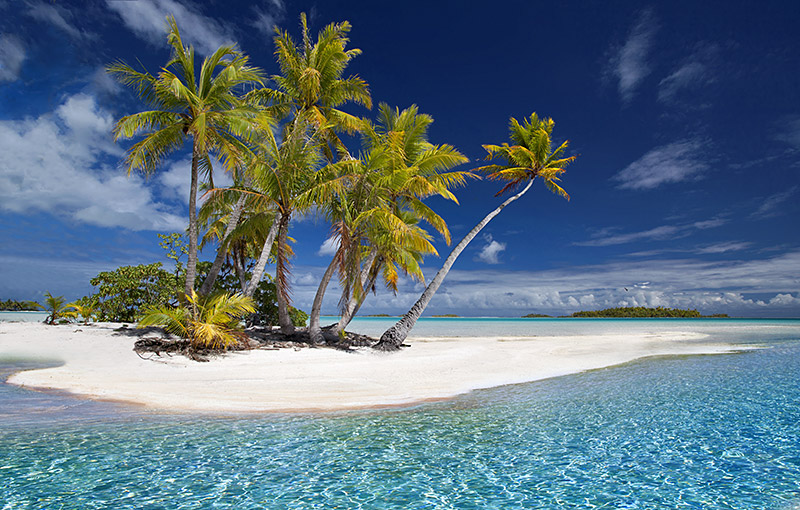
Blaue Lagune
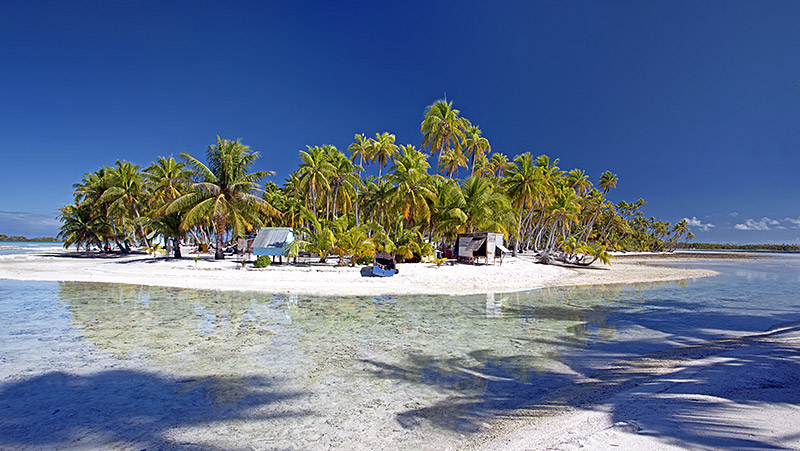
Hütten von Einheimischen neben der blauen Lagune
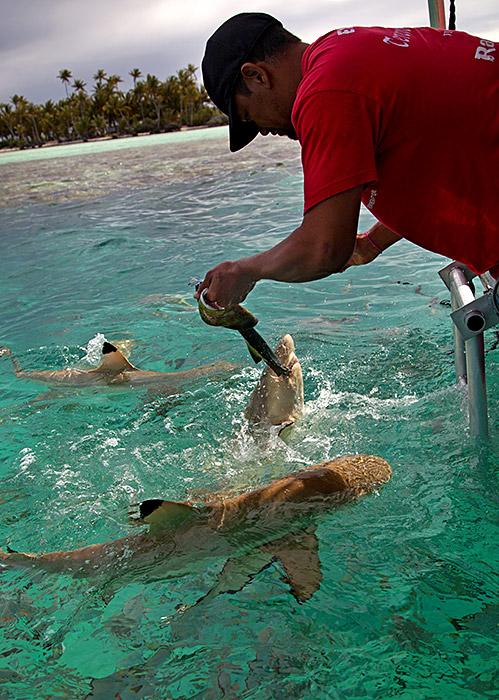
Haifischfütterung in der blauen Lagune